# Inglewood, Calgary
Inglewood este un cartier din centrul orașului Calgary, din provincia Alberta, Canada. Cartierul se află amplasat la est de râul Bow. El cuprinde mai multe blocuri și un centru cultural și comercial situat pe strada 9 Avenue SE (fostă Atlantic Avenue). Inglewood a luat naștere în 1875 din Fortul Calgary, fiind unul dintre cele mai vechi cartiere din oraș. Inițial cartierul s-a numit East Calgary, primind în anul 1911, numele actual de Inglewood. Printre pionerii care au contribuit la dezvoltarea așezării se numără Acheson Irvine, Major John Stewart și James Macleod. Pe teritoriul cartierului se află Școala Colonel Walker și Inglewood Bird Sanctuary,  un parc protejat destinat cuibăritului păsărilor, parcul a fost inițiat de colonelul James Walker.  Parcul este o rezervație naturală, el se întinde pe o suprafață de 36 de hectare, unde trăiesc mai mult de 270 de specii de păsări, 21 specii de mamifere, 2 specii de amfibii și pești, ca și 27 specii de fluturi. Pe teritoriul rezervației se află  o clădire cu o sală de expoziție, ea fiind und centru de observare a animalelor având un rol de educație pentru familiile cu copii și iubitorii de animale. Ea se află la 5 km est de centrul orașului, fiind deschisă pentru vizitatori toată ziua și tot timpul anului.
Inundațiile din iunie 2013 au provocat pagube importante în cartier, autoritățile locale au evacuat casele din apropierea râului Bow.
Inundațiile din Canada, soldate cu trei morți în regiunea orașului Calgary (vest), au provocat pagube în valoare de miliarde de dolari canadieni și va fi nevoie de ani întregi ca Alberta să revină la normal, a declarat premierul acestei provincii, Alison Redford.